# فدریکو چکرینی
فدریکو چکرینی (ایتالیایی: Federico Ceccherini؛ زادهٔ ۱۱ مهٔ ۱۹۹۲) بازیکن فوتبال اهل ایتالیا است.
از باشگاه‌هایی که در آن بازی کرده‌است می‌توان به لیورنو، کروتونه و فیورنتینا اشاره کرد.